# Christopher Foltmar
Christopher Foltmar (17. oktober 1718 i København – 4. april 1759 sammesteds) var en dansk miniaturemaler og organist. Han var søn af musiker Johan Voltmar og bror til Herman Friedrich Voltmar, Johan Foltmar og Christian Ulrik Foltmar.
Christopher Foltmar uddannede sig både i musik og maleri og var på begge områder elev af maleren og organisten ved Holmens Kirke Jacob Fosie. Efterhånden specialiserede Foltmar sig i miniaturemaleri i vandfarve og emalje.
I 1739 blev han organist ved Vaisenhuskirken, hvis orgel han og hans broder Johan efter sigende egenhændigt nybyggede. Vajsenhusorganisten var dårligt betalt, og Foltmar fik lovning på at efterfølge sin læremester Fosie som organist ved Holmens Kirke. Imidlertid døde Foltmar først og fik altså ikke det eftertragtede embede.
Hans hovedvirke var således miniaturemaleriet. Hans kunder var kongefamilien, som havde en nær tilknytning til familien Voltmar/Foltmar, andre af hoffets medlemmer og mange af Københavns bemidlede standsfolk. Han blev i 1749 udnævnt til hofminiaturemaler, og leverede et stort antal miniaturbilleder i emalje til kongefamiliens snusdåser, smykker og andre småting. Samtidig var han tegnelærer for søkadetterne og for kong Frederik 5.s børn.

## Billederne
Der findes arbejder af Christopher Foltmar på Frederiksborgmuseet, Rosenborg og Statens Museum for Kunst. På Rosenborg findes en lille olieminiature af Christian 6. signeret 1748 og en elfenbensminiature af dronning Sophie Magdalene i enkedragt.
Af hans arbejder i gouache eller vandfarve hænger det store miniaturebillede af alle Frederik 5.s børn (1756) på Frederiksborg ligesom billedet af dronning Juliane Marie med sønnen arveprins Frederik ca. 1760, endvidere en del miniaturer af privatfolk. Han har mange gange malet Frederik 5., dronningerne Louise og Juliane Marie, prinsesse Sophie Magdalene og prinsesse Vilhelmine Caroline og kronprins Christian.
Hans arbejder er præget af den hjemlige rokoko, og han formåede at lægge en særegen ynde og gratie i motiverne. Figurerne er oftest placerede i landskabelige omgivelser med stenvaser, arkitektur eller træer som rumskabende staffage.

## Bryllup og død
I 1749 giftede han sig med Frederica Otzen. Ved denne Lejlighed blev brudeparret hyldet i alenlange lykønskningsepos. Det ene af dem, hvor poeten havde undertegnet sig M. Filandre begyndte med at erklære, at der jo kan disputeres og strides om smagen, specielt om, hvilken type kvinde man finder smukkest. Forskellige kvindetyper beskrives som her:
| Citat | En det Syn for det bedste holder, At se en Jomfru sidde ved Sit Clavcimbal, og der slaae Takter, Ja synge Arier tilmed. En kand sig meget divertere Naar han en Jomfrue seer, som ret Kand sine Pas paa Gulvet skiere i Engelsk-Dands og Menuet. | Citat |
|       | |       |

Alle disse beskrivelser slutter med en hyldest til den kvinde, der knæler på brudeskamlen og derefter til dagens brudepar.
Ved hans tidlige død skrev hans kones 2 slægtninge J.F. Høpfner og Andreas Hartvig Godiche et sørgedigt med bl.a. disse ord:
| Citat | Først har vor Ven ved Dyd og Fliid erlanget En Vej til Kongens Hof, end meer til Konge-Gunst I det paa snævert Rum Han fik livagtig fanget Hver Ansigt-Linie ved ziirligst Skildre-Kunst. Fremdelst samme høy-fortræffelige Gave, Hvori Apelles selv ham neppe overgik Lod vor Monarch Ham Sted, som sin Hof-Skildrer have, Ja! han Prinsesserne til Undervisning fik. Men han blev ogsaa Musiker af Fag; | Citat |
|       | |       |

lidt senere i det samme digt hedder det:
| Citat | Formedelst samme Hans indtagelige Maade, I lifligste Spille-Kunst vor Salige deels nød Ved Hoffet og hos de Anseeligste al Naade; Deels paa vor Vaysenhus nød Organiste-Brød. | Citat |
|       | |       |

Bortset fra det gammeldags sprog, kunne disse vers godt være skrevet af en nutidig festsangssnedker.
Han er begravet ved Sankt Petri Kirke.